# Бейквеллский тарт
Бейквеллский тарт (англ. Bakewell tart) — английский тарт, состоящий из песочного теста под слоями джема, франжипана и посыпки из миндальных хлопьев. Это разновидность бейквеллского пудинга, тесно связанного с городом Бейквелл в графстве Дербишир.

## История
Бейквеллский тарт появился как вариант бейквеллского пудинга в XX веке. Хотя термины бейквеллский тарт и бейквеллский пудинг использовались как взаимозаменяемые, каждое название относится к определённому рецепту десерта. Бэйквелл тесно связан с городом Бэйквелл в Дербишире.

## Варианты
Вишневый бейквелл, также известный как пирожное Бейквелл (Bakewell cake), представляет собой версию тарта, в котором франжипан покрыт слоем помадки со вкусом миндаля и половинкой замороженной вишни.
В Глостере похожий тарт готовили с использованием молотого риса, малинового джема и миндальной эссенции. В мае 2013 года глава Совета Пол Джеймс обнаружил рецепт «Тарта Глостера» в книге по истории Глостера. Впоследствии музеи Глостера возродили рецепт, предлагая бесплатные глостерские тарты посетителям музеев.